# Jaderná elektrárna Forsmark
Jaderná elektrárna Forsmark (švédsky Forsmarks kärnkraftverk) je jaderná elektrárna ve středním Švédsku, na pobřeží Botnického zálivu, jehož vodu využívá na chlazení. Elektrárna má celkem 3 varné reaktory, které mají dohromady výkon 3 320 MW.
Přístroje na měření radiace v této jaderné elektrárně dne 28. dubna 1986 zaznamenaly zvýšenou radiaci kvůli černobylské havárii, ke které došlo o dva dny dříve více než 1000 kilometrů daleko, což donutilo Sovětský svaz přestat tajit tuto havárii před světem.

## Reaktory
Jaderná elektrárna Forsmark má tři varné reaktory:
| Reaktor | Výkon reaktoru | Rok otevření reaktoru |
| ------- | -------------- | --------------------- |
| F1      | 1010 MW        | 1980                  |
| F2      | 1120 MW        | 1981                  |
| F3      | 1190 MW        | 1985                  |

## Galerie

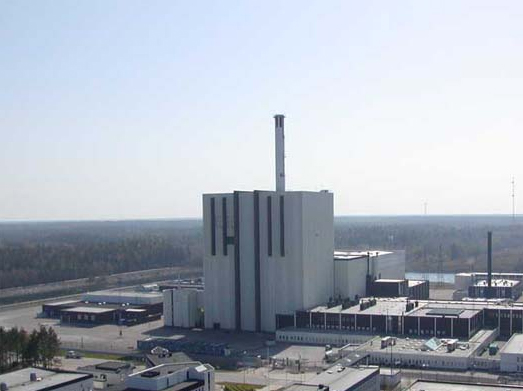
První blok
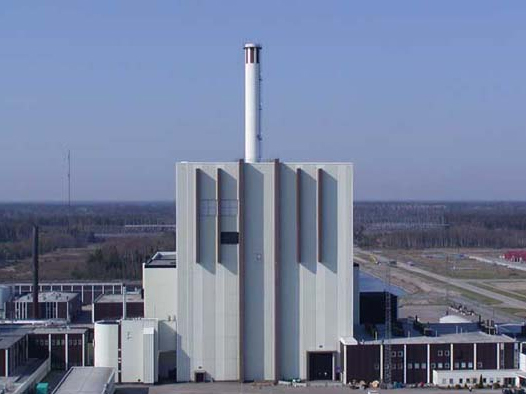
Druhý blok
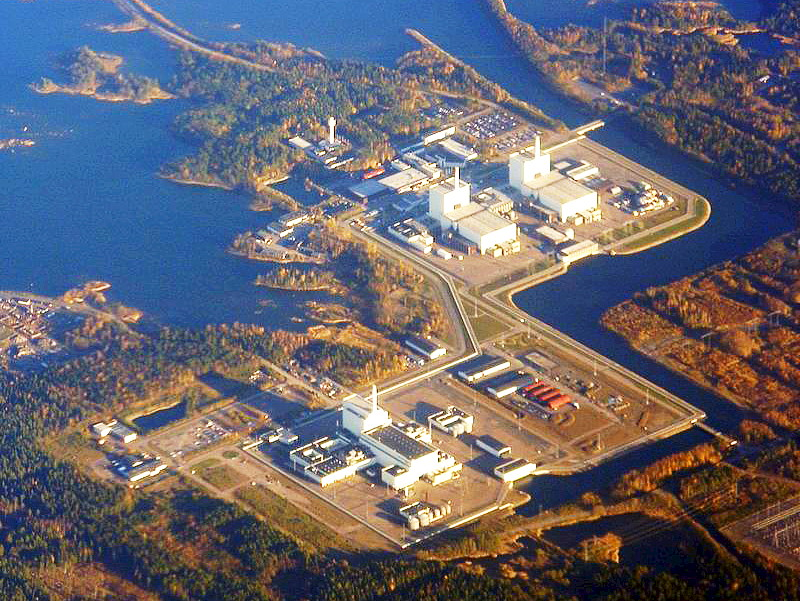
Letecký pohled na elektrárnu
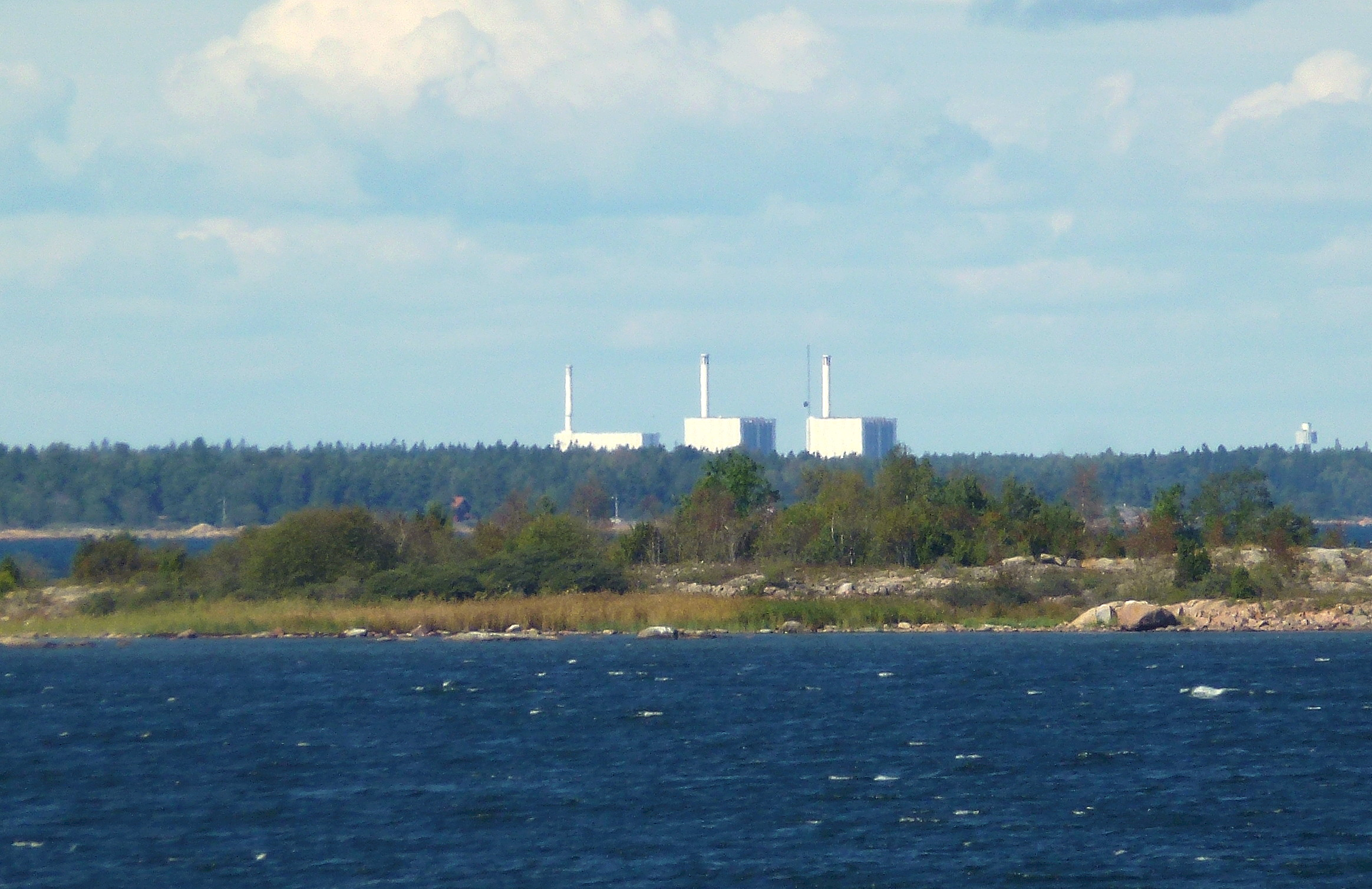
Pohled na elektrárnu z moře
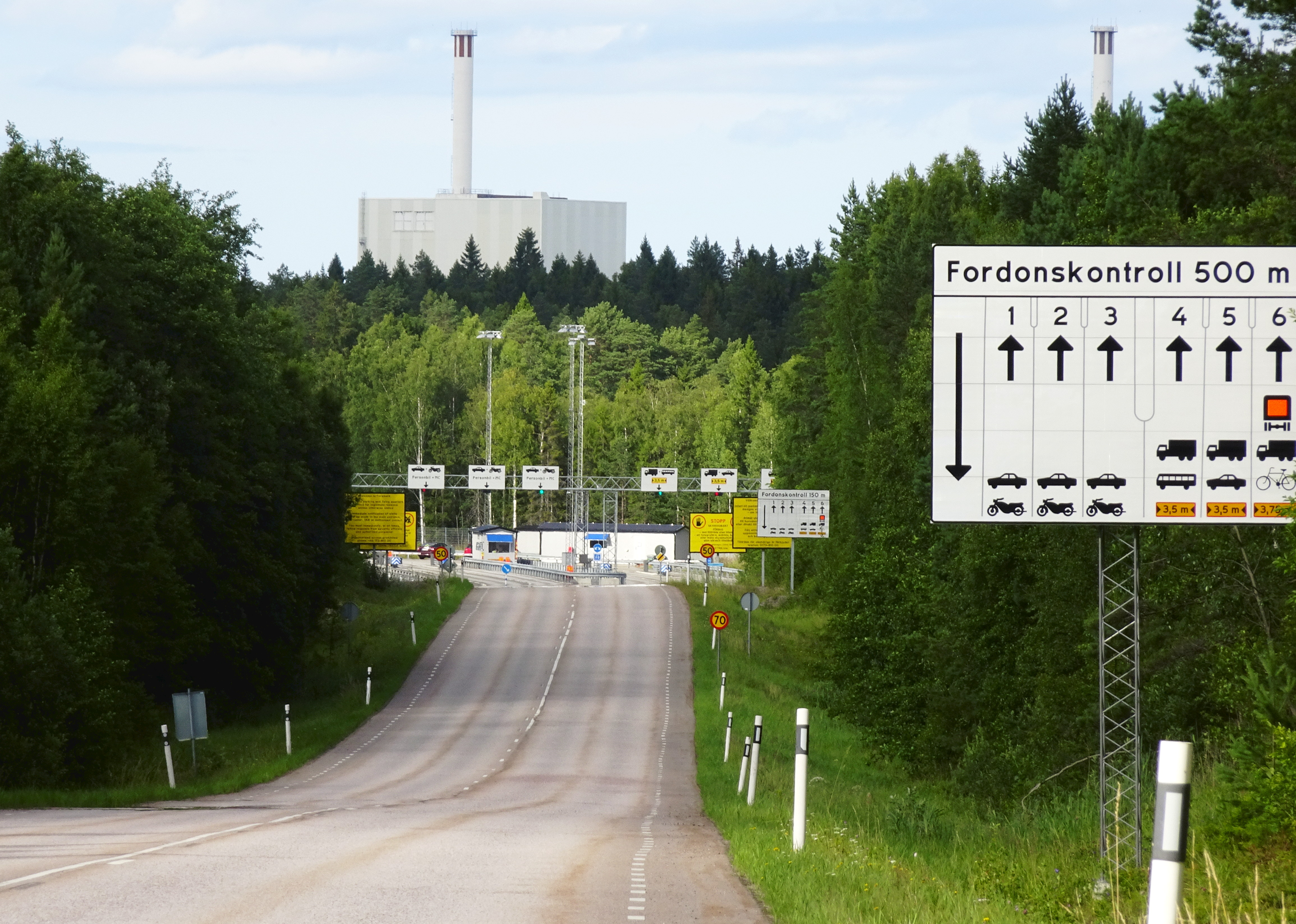
Přístupová silnice